# Tramway de Dnipro

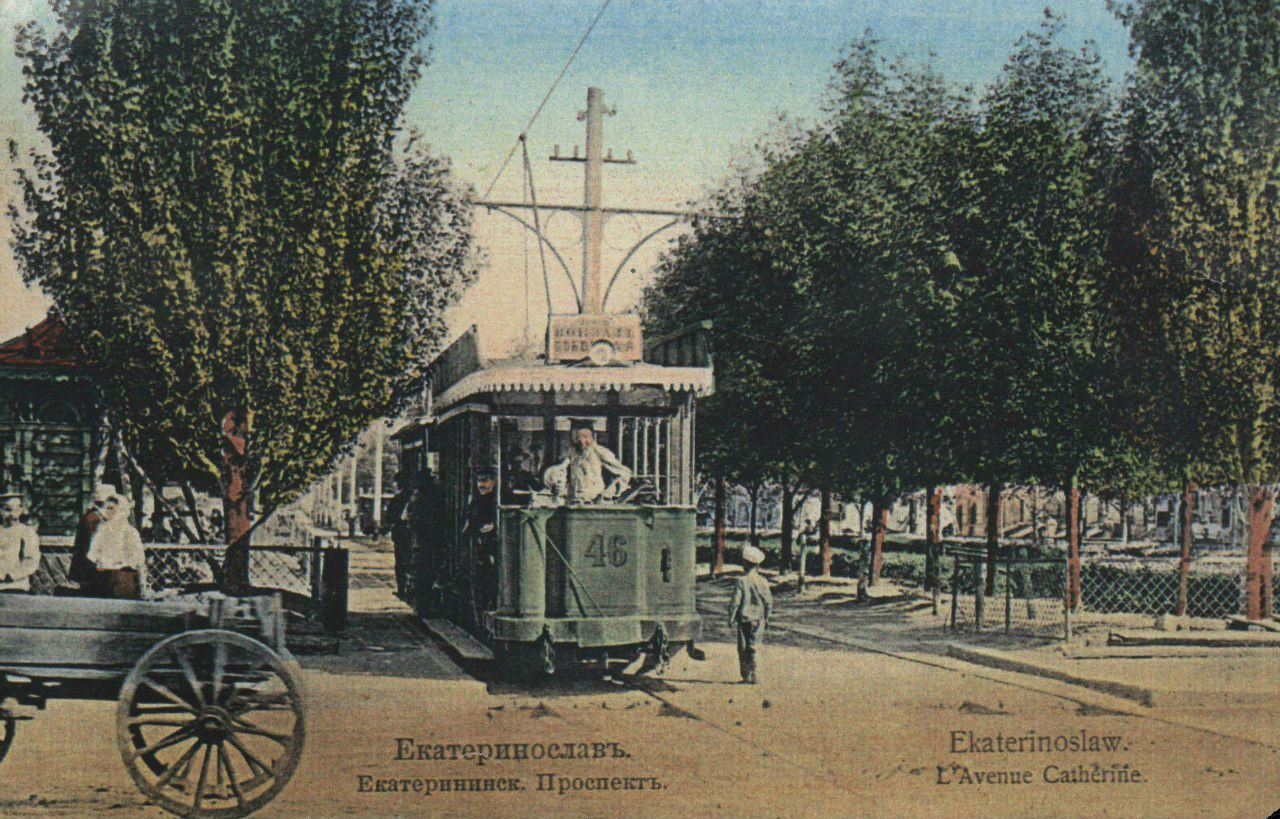
Commencement du 20e siècle. Le tram belge dans l'avenue Catherine la Grande.

Le tramway de Dnipro est le réseau de tramways de la ville de Dnipro, en Ukraine. Le tramway d'Ekaterinoslav a été inauguré le 27 juin 1897 (selon le calendrier grégorien moderne et le 14 juin selon le calendrier julien). Au moment de son ouverture, il s'agissait du troisième système de tramway de l'Empire russe (les prédécesseurs étaient le tramway de Kiev et Tramway de Nijni Novgorod). La construction et l'exploitation ont été assurées par la société belge Tramways électriques d'Ekaterinoslaw. Fin 1897, deux millions de personnes avaient été transportées. Le système de tramway d'origine était basé sur une voie de 1000 mm et comprenait 3 lignes de tramway depuis l'avenue Catherine la Grande (le nom moderne est l'avenue Dmytro Yavorny tskyi). Le réseau est composé de quatorze lignes.

## Réseau actuel

### Aperçu général
Le réseau compte 12 lignes régulières et une ligne touristique.

### Liste des lignes
| Ligne | Parcours                                           | Schéma |
| ----- | -------------------------------------------------- | ------ |
| 1     | Вокзал − Транспортний університет                  |        |
| 5     | ж/м Західний − Транспортний університет            |        |
| 6     | Інститут мінеральних ресурсів − Площа Старомостова |        |
| 9     | Площа Старомостова − М'ясокомбінат                 |        |
| 11    | Вокзал − ДМЗ                                       |        |
| 12    | Площа Старомостова − Автобаза                      |        |
| 14    | Вокзал − ж/м Західний                              |        |
| 15    | Вокзал − Вулиця Криворізька                        |        |
| 16    | Вулиця Сікорського − Дніпрошина                    |        |
| 17    | Площа Старомостова − Вулиця Миколи Руденка         |        |
| 18    | ДЕВЗ − ж/м Лівобережний-3                          |        |
| 19    | Площа Старомостова − ж/м Лівобережний-3            |        |

Une ligne touristique circule de mai à septembre :
- 1э: Вокзал − Центр